# Gol olímpico

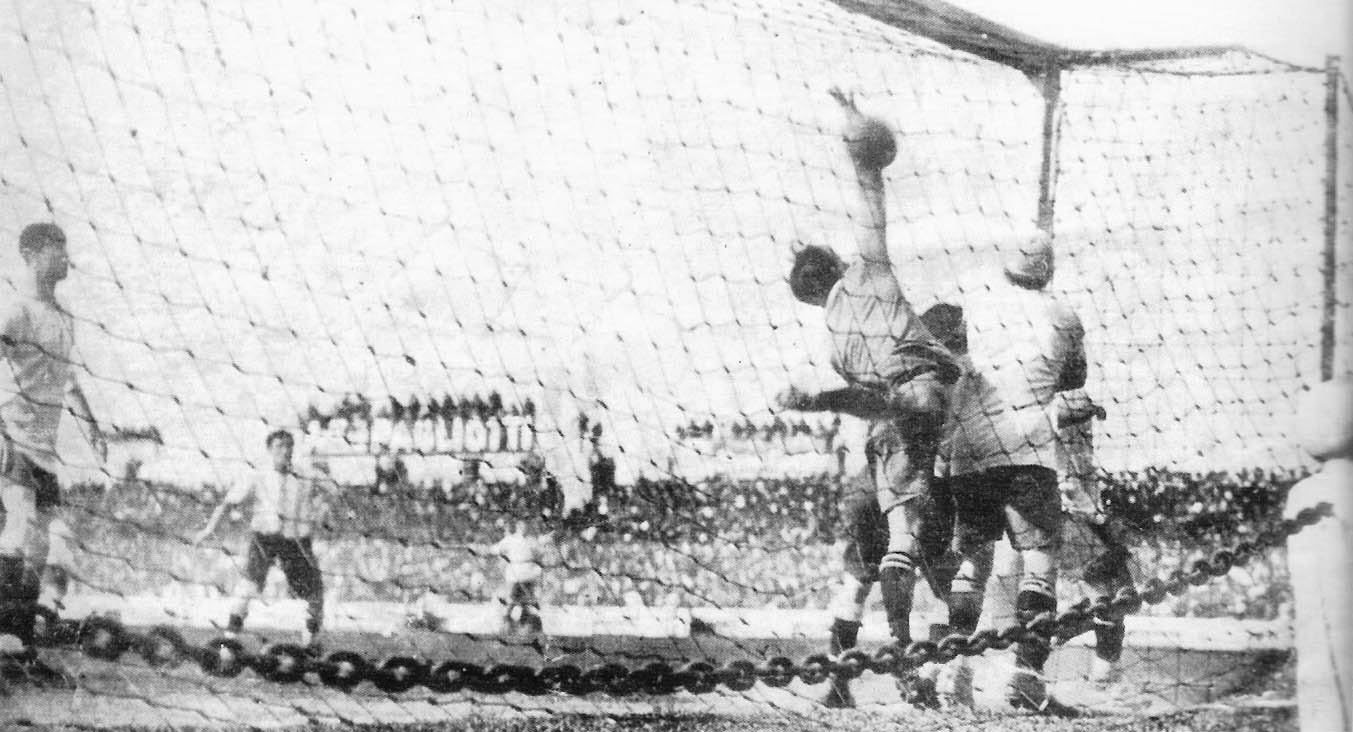
O gol do argentino Cesáreo Onzari no amistoso com o Uruguai, no estádio Sportivo Barracas, em 1924.

No futebol, gol olímpico (ou golo de canto, em Portugal) é o gol(o) marcado diretamente através de uma cobrança de escanteio/canto. Por ser um chute sem ângulo, é um evento raro de acontecer, mas possível, bastando-se usar o vento contrário ou colocar um efeito na bola.

## História
Em junho de 1924, a International Board modificou o artigo 11 das regras do futebol, autorizando pela primeira vez que um gol fosse marcado em cobrança de escanteio. Logo que a modificação aconteceu, um jogador do Everton tentou ser mais esperto. Ao invés de cobrar o escanteio de forma direta, o ponta Sam Chedzgoy saiu com a bola da lateral do campo e foi driblando até o gol, já que na regra não indicava que era proibido fazer isso. O incidente gerou uma mudança no artigo e, em agosto, foi imposta uma nova definição, afirmando que o jogador não poderia tocar na bola duas vezes consecutivas ao cobrar um escanteio.
Em 21 de agosto de 1924, o escocês Billy Alston supostamente teria sido o autor do primeiro gol olímpico, conforme afirmam algumas fontes. Porém, a bola foi cabeceada por outro jogador antes de entrar no gol.
O primeiro gol marcado diretamente de uma cobrança de escanteio foi marcado num jogo amistoso entre as seleções da Argentina e do Uruguai, em 2 de outubro de 1924. O autor do gol foi o atacante argentino Cesáreo Onzari e a sua equipe ganhou por dois a um. Os argentinos chamaram o gol de olímpico para ironizar a seleção uruguaia, que havia ganho o torneio da Olimpíada de Paris, em junho do mesmo ano.
Apesar de a informação sobre a origem do termo "gol olímpico" constar de muitas publicações sobre a história do futebol, tanto no Brasil quanto no exterior, alguns torcedores do Vasco da Gama divulgam uma versão diferente, ocorrida quatro anos depois do gol do Cesáreo Onzari: que o termo teria surgido após um amistoso entre o Vasco e o clube uruguaio Montevideo Wanderers, disputado em 31 de março de 1928 e que marcava a estreia dos refletores do estádio de São Januário. O ponta vascaíno Santana marcou o único gol do jogo direto de uma cobrança de escanteio, e ali teria nascido a expressão "gol olímpico".
Em 1973, Pelé juntamente  ao time do Santos realizaram diversos amistosos em lugares como Golfo Pérsico, África, Alemanha, Bélgica, França e Inglaterra; por fim, jogaram nos Estados Unidos contra o Baltimore Bays. Nesta partida, Pelé fez o único gol olímpico de toda sua carreira.
O ex-jogador sérvio Petković, que atuou em diversos times brasileiros, auto-intitula-se como o goleador mundial de gols olímpicos, com oito gols comprovados dessa forma. O italiano Massimo Palanca relata em seu site ter marcado 13 gols desta forma. Segundo o The Guardian, porém, o recorde absoluto de gols olímpicos pertence ao turco Şükrü Gülesin, que, segundo relatos, anotou 32 gols olímpicos ao longo de sua carreira.

## Lista de gols olímpicos em Copas do Mundo
| #  | Jogador      | País     | Tempo (Minuto) | Gol | Placar Final | Oponente        | Goleiro (que tomou o gol) | Torneio                                   | Fase          | Estádio                     | Data                | Ref.   |
| -- | ------------ | -------- | -------------- | --- | ------------ | --------------- | ------------------------- | ----------------------------------------- | ------------- | --------------------------- | ------------------- | ------ |
| 1. | Marco Coll   | Colômbia | 68'            | 4-2 | 4-4          | União Soviética | Lev Yashin                | 1962, Chile                               | Primeira Fase | Estádio Carlos Dittborn     | 3 de junho de 1962  | [ 14 ] |
| 2. | Katie McCabe | Irlanda  | 4'             | 0-1 | 2-1          | Canadá          | Kailen Sheridan           | Copa do Mundo de Futebol Feminino de 2023 | Primeira fase | Estádio Retangular de Perth | 26 de julho de 2023 | [ 15 ] |

### Categorias de Base
| #  | Jogador           | País   | Tempo (Minuto) | Gol | Placar Final | Oponente | Goleiro (que tomou o gol) | Torneio                      | Fase      | Estádio        | Data               | Ref.   |
| -- | ----------------- | ------ | -------------- | --- | ------------ | -------- | ------------------------- | ---------------------------- | --------- | -------------- | ------------------ | ------ |
| 1. | Jorge Espericueta | México | 76'            | 2-2 | 2-3          | Alemanha | Odisseas Vlachodimos      | Copa do Mundo Sub-17 de 2011 | Semifinal | Estádio Corona | 7 de julho de 2011 | [ 16 ] |

## Lista de gols olímpicos em Olimpíadas
| #  | Jogadora      | País           | Tempo (Minuto) | Gol | Placar Final | Oponente | Goleira (que tomou o gol) | Torneio                                    | Fase      | Estádio      | Data        | Ref.          |
| -- | ------------- | -------------- | -------------- | --- | ------------ | -------- | ------------------------- | ------------------------------------------ | --------- | ------------ | ----------- | ------------- |
| 1. | Megan Rapinoe | Estados Unidos | 54'            | 1-1 | 4-3          | Canadá   | Erin McLeod               | Jogos Olímpicos de 2012 - Futebol Feminino | Semifinal | Old Trafford | 6 de agosto | [ 17 ] [ 18 ] |

## Recorde de gols olímpicos em um jogo profissional
| Gols   | Data         | Local                           | Jogador                | Time                      | Resultado | Adversário          | Competição                  | Ref.   |
| ------ | ------------ | ------------------------------- | ---------------------- | ------------------------- | --------- | ------------------- | --------------------------- | ------ |
| 3 gols | 7 abr. 2002  | Glastonbury (Somerset)          | Daniel White           | Street F.C. (Glastonbury) |           | Westfield Boys      | Futebol amador?             | [ 19 ] |
| 3 gols | 24 fev. 2002 | Bedworth, Warmickshire          | Steve Cromey           | Ashgreen United           |           | Dunlop FC           | Futebol amador?             | [ 19 ] |
| 2 gols | 5 out. 1946  | Estádio Palestra Itália         | Ary Mantovani          | Palmeiras                 | 6–2       | Portuguesa Santista | Campeonato Paulista         | [ 20 ] |
| 2 gols | ago. 1976    |                                 | Juan Ernesto Álvarez   | Deportivo Cali            |           | Deportivo Cúcuta    | Campeonato Colombiano       | [ 21 ] |
| 2 gols | 19 ago. 2007 | Estádio Jayme Cintra, Jundiaí   | Luiz Henrique Oliveira | Paulista                  | 5–5       | Ituano              | Copa Federação Paulista     | [ 22 ] |
| 2 gols | 21 jan. 2012 |                                 | Paul Owens             | Coleraine                 | 3–1       | Glenavon            | Camp. Norte-Irlandês        | [ 23 ] |
| 2 gols | 16 mar. 2014 | Estádio Manoel José Viana de Sá | Rondinelli             | São João da Barra         | 4–3       | Ceres               | Campeonato Carioca- Série B | [ 21 ] |

## Os 8 gols olímpicos dePetkovic
| Nº | Competição          | Clube            | Placar | Adversário       | Data                  | Estádio          | Ref.                 |
| -- | ------------------- | ---------------- | ------ | ---------------- | --------------------- | ---------------- | -------------------- |
| 1  | ?                   | Estrela Vermelha | ?      | ?                | ?                     | ?                | [ 25 ]               |
| 2  | Copa do Brasil 1999 | Vitória          | 2 – 2  | Palmeiras        | 9 de abril de 1999    | Fonte Nova       | [ 26 ] [ 27 ]        |
| 3  | Carioca 2000        | Flamengo         | 3 – 3  | Vasco da Gama    | 28 de maio de 2000    | Maracanã         | [ 27 ] [ 28 ]        |
| 4  | Carioca 2001        | Flamengo         | 4 – 2  | Olaria           | 14 de abril de 2001   | Giulite Coutinho | [ 27 ] [ 29 ]        |
| 5  | Brasileiro 2006     | Fluminense       | 4 – 4  | Grêmio           | 16 de julho de 2006   | Olímpico         | [ 30 ] [ 27 ] [ 31 ] |
| 6  | Brasileiro 2006     | Fluminense       | 2 – 2  | São Caetano      | 22 de julho de 2006   | Maracanã         | [ 30 ] [ 32 ]        |
| 7  | Brasileiro 2009     | Flamengo         | 2 – 0  | Palmeiras        | 18 de outubro de 2009 | Palestra Itália  | [ 27 ] [ 33 ]        |
| 8  | Brasileiro 2009     | Flamengo         | 3 – 1  | Atlético Mineiro | 8 de novembro de 2009 | Mineirão         | [ 27 ] [ 34 ]        |

## Gols olímpicos de trivela
Normalmente, os gols olímpicos surgem após cobranças em que o jogador bate com a parte interna do pé, também conhecida por peito do pé. Porém, alguns jogadores já o fizeram com a parte de trás do pé, no chute conhecido por "trivela", ou "3 dedos". Exemplos:
- Jorge Gómez  - 1965[35]
- Francisco Macedo  - 1971[35]
- Bernd Nickel - Jogando pelo Frankfurt, em 1975, ele fez um dos 6 gols da vitória de 6 x 0 sobre o Bayern. O goleiro do Bayern na ocasião era Sepp Maier.[35]
- Carlos Reinoso  - 1980[35]
- Roberto Carlos - Jogando pelo Corinthians, no início de 2011.[35]
- Marcelinho Carioca - Jogando pelo Corinthians contra o São Paulo, na Copa Bandeirantes em 1994.[36]
- Carlos Lobatón - Jogando pelo Sporting Cristal em 2015.[37]
- Pio - Jogando pelo Ceará contra o CRB no dia 10 de maio de 2018.[38]
- Leandro Carvalho da Silva - Jogando pelo Ceará contra o Corinthians, no dia 7 de setembro de 2019.[39]
- Damián Díaz - Jogando pelo Barcelona de Guayaquil contra o  Montevideo Wanderers pela Copa Sul-americana de 2022.

## Fatos históricos
- O argentino Aníbal Francisco Cibeyra anotou três gols olímpicos com a camisa do Emelec em três clássicos consecutivos contra o Barcelona de Guayaquil. A façanha, realizada em 1978, lhe valeu o apelido de "Louco dos Gols Olímpicos".[35]
- Em 1953, o norte-irlandês Charliel Tully acertou um gol olímpico pelo Celtic (em partida contra o Falkirk). Porém, o árbitro mandou repetir a cobrança por considerar que a bola estava fora do arco localizado junto à bandeirinha. Tully fez nova cobrança e novamente o gol olímpico. Desta vez, porém, o gol foi validado.[35]
- Em 15 de maio de 1964, na finalíssima da Taça das Taças, o jogador João Pedro Morais marcou o único golo do jogo desta forma, com o cantinho do Morais, dando o título ao Sporting Clube de Portugal.